# João Pimenta
João Paulo de Oliveira (Pojuca, 9 de outubro de  1990), também conhecido como João Pimenta ou João Seu Pimenta, é um humorista baiano. Desde 2021, faz parte do elenco do Porta dos Fundos, além de apresentar espetáculos de stand-up comedy e produzir vídeos para internet.

## Biografia
João cresceu na cidade de Pojuca, na Região Metropolitana de Salvador. Ele começou a fazer humor no ano de 2005, quando ingressou em um projeto social da cidade.
Em 2011, criou seu canal do YouTube, o qual hoje possui mais de 846 mil usuários inscritos.
O primeiro personagem criado por João que se tornou famoso foi o “Pé de Pranta”, o qual desmitifica o estereótipo dos negros e de moradores de favela.
João Pimenta também ficou muito conhecido pelos vídeos em que ele faz redublagens de produções cinematográficas famosas, como Game of Thrones, e pelos vídeos de receitas culinárias, intitulado “Larica do Ódio”.
Em 2020, João foi selecionado em um processo seletivo da produtora Porta dos Fundos e, em 2021, ingressou no elenco principal. A esquete Sudestino, do qual ele participou, foi um grande sucesso em 2021. Ele também integrou o elenco de “5x Comédia”, série original da Amazon Prime produzida pelo Porta dos Fundos.
Seu Pimenta também realiza apresentações de stand-up comedy.